# Germaine Richier

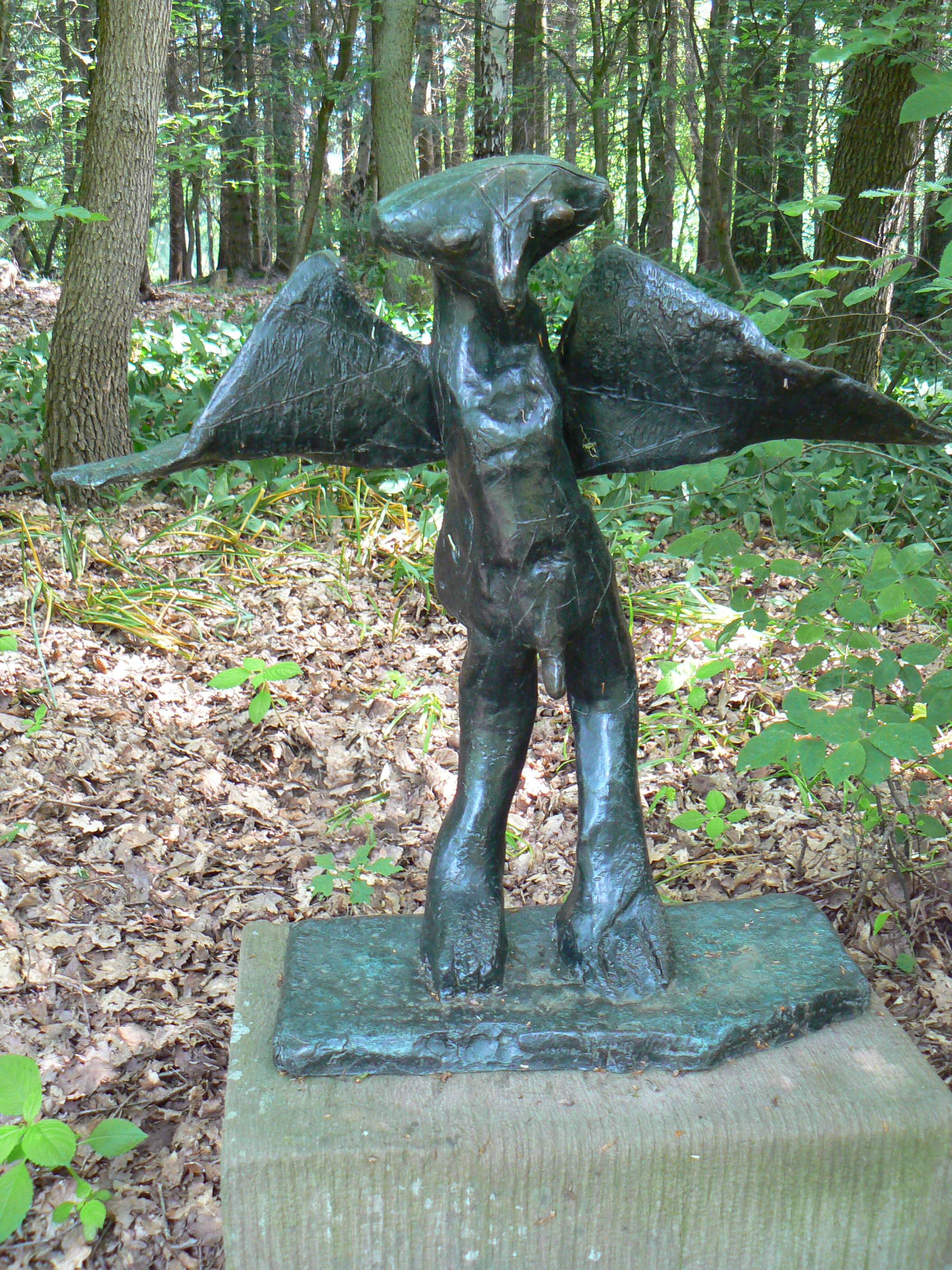
Człowiek nocy (1954–1955)

Germaine Richier (ur. 16 września 1902 w Grans, zm. 21 lipca 1959 w Antibes) – francuska rzeźbiarka, przedstawicielka nurtu rzeźby fantastyczno-ekspresyjnej.
Studia ukończyła w Ècole des Beaux-Arts w Montpellier, gdzie jej profesorem był Louis-Jacques Guigues, dawny współpracownik Rodina. W 1925 roku wyjechała do Paryża gdzie była prywatną uczennicą Bourdelle’a.
W pierwszym okresie jej twórczości przeważały tematy antyczne. Artystka tworzyła klasycyzujące popiersia i impresjonistyczne posągi.
W 1934 Richier miała w Galerie Max Kaganowitch w Paryżu swoją pierwszą indywidualną wystawę. Dwa lata później otrzymała prestiżową nagrodę z Fundacji Blumenthala w Nowym Jorku. W 1937 roku otrzymała dyplom za rzeźbę na Wystawie Światowej w Paryżu.
Po roku 1940 w twórczości Germaine Richier pojawiają się tematy zaczerpnięte z przyrody: ropuchy, nietoperze, owady. Były one przeobrażane przez artystkę w postacie wpół ludzkie, na wpół zwierzęce.
Podczas wojny przebywała w Szwajcarii i na południu Francji. W 1946 roku wróciła do Paryża.
W roku 1948 wykonała rzeźbę Burza, która rozpoczęła serię kompozycji symbolizujących siły przyrody.
W 1951 roku zaczęła współpracować z malarzami abstrakcyjnymi, tworząc polichromowane kompozycje rzeźbiarskie. Przez krótki okres około 1956 roku, tworzyła również rzeźby abstrakcyjne z kubicznych bloków kamiennych.
Germaine Richier zmarła 21 lipca 1959 roku przygotowując wystawę w „Muzeum Picassa” w Antibes.
Jej najwybitniejszym uczniem był Szwajcar Robert Müller.

## Rzeźby
- Pająk (1946)
- Wielka szarańcza (1946 – 1947)
- Burza (1948)
- Huragan (1949)
- Krucyfiks dla kaplicy w Assy (1950)
- Ludojad (1951)
- Nietoperz (1952)
- Ślepa mysz (1952)
- Tauromachiona (1953)
- Hydra (1954)
- Człowiek nocy (1954 – 1955)
- Pasterz z Landów (1951 – 1956)